# Найзагадковіша пісня в Інтернеті
«Subways of Your Mind», відома як «Найзагадковіша пісня в Інтернеті» (її також називали як «Like The Wind», «Blind The Wind» та ін.) — пісня німецького гурту «FEX» з міста Кіль, ФРН, в стилі «нової хвилі», яка прозвучала в ефірі німецької радіостанції Norddeutscher Rundfunk (NDR) в 1984 році. Стала відомою через те, що впродовж 17 років інтернет-користувачі намагались за записом ідентифікувати пісню та виконавця.
Спочатку було припущення, що автором пісні є Елвін Дін (Alvin Dean), вокаліст групи Statues in Motion. Пісня могла входити в його сольний проєкт, за думкою одного з його друзів Біллі Найта (клавішника Statues in Motion). Він вважав, що Елвін міг записати цей демозапис самостійно або в складі іншого гурту і відправити його на радіо. Цьому є багато доказів, наприклад, у «Найзагадковішої пісні в Інтернеті» використовувався синтезатор Yamaha DX7 (випущений 1983 року), у групі Statues in Motion цей синтезатор теж використовувався, а вокал Елвіна і невідомого виконавця пісні звучали дуже схоже.
4 листопада 2024 року віднайдено оригінал загадкової пісні — «Subways Of Your Mind» у виконанні німецького гурту «FEX».

## Історія
У вересні 2019 року в журналі Rolling Stone вийшла стаття про те, як Darius S. (який назвався цим псевдонімом задля конфіденційності) записав на аудіокасету пісню з радіопрограми під назвою Musik für junge Leute («Музика для молоді»), яку він слухав на німецькій громадській радіостанції NDR. Це було, ймовірно, в 1984 році.
За словами Darius S., він записав пісню на касету з підписом «Касета 4» разом із піснями гуртів XTC та The Cure, які були випущені близько 1984 року. Ще одним свідченням про 1984 рік як про найбільш ранню можливу дату запису є модель магнітофону Technics, яка вийшла саме в 1984 році. У 2004 році Darius S. оцифрував цю пісню разом з іншими невпізнаними записами зі своїх касет і виклав його на свій сайт у форматах MP4 і AIFF.
18 березня 2007 року його сестра під псевдонімом Anton Riedel почала публікувати пісню в Інтернеті, прагнучи визначити виконавця та назву. Під псевдонімом bluuely вона завантажила фрагмент пісні спочатку на Usenet-групі de.rec.musik.recherche, згодом на німецькому фан-сайті best-of-80s.de, присвяченому синті-попу 80-х років та spiritofradio.ca, канадському сайті для визначення авторів пісень.

### Віднайдення пісні
4 листопада 2024 року нарешті було розкрито багаторічну таємницю «Найзагадковішої пісні в інтернеті» — нею виявилась композиція «Subways of Your Mind» німецького гурту «FEX». Прорив стався завдяки користувачу Reddit під ніком marijn1412, який відстежив походження пісні через архівні німецькі газети. Виявилося, що гурт «FEX» виграв конкурс талантів у Бремені у вересні 1984 року, і після зв'язку з одним із учасників гурту підтвердилось існування касети з треком «Subways of Your Mind», як тієї самої загадкової композиції.

## Вірусний феномен в Інтернеті
Таємниця невстановленої пісні набула вірусної популярності в 2019 році, коли бразильський студент Габріель да Сільва Віейра почав шукати докази її походження. Він завантажив кліп пісні на YouTube та в кілька груп на Reddit.
9 липня 2019 року ютубер Джастін Вханг випустив епізод свого відеосеріалу «Tales From the Internet» (укр. Оповідки з Інтернету), в якому обговорювався хід розслідування до цього моменту. Після виходу відео кілька тисяч користувачів на Reddit та Discord почали докладати зусиль для визначення виконавців пісні.
Певним прогресом було розміщення повного кліпу на пісню в липні 2019 року користувачем Reddit та спілкування із зацікавленими в пошуку особами, такими, наприклад, як Пол Баскервіль — діджей, з програми якого пісня, ймовірно, й була записана на магнітофон. Хоча сам Пол Баскервіль, який народився в Британії, але й досі працює в Німеччині, заявив, що не пам'ятає цей трек і навіть не впевнений, що програвав його у своїй програмі. Якби він це робив, то, ймовірно, пісня опинилася б у його колекції з 10000 вінілових платівок, які включають музику, яку він крутив в ефірі. До того ж, набрані плейлисти того періоду вже давно пошкоджені, а колега діджея з NDR, який міг би ставити пісню, вже кілька років як помер.
2 листопада 2021 року Lydia H. повідомила на Reddit, що один із її синів під час ремонту в квартирі знайшов коробку з касетами, на одній з яких вона знайшла більш якісну версію запису. Інші пісні на цій касеті відрізнялися від тих, що були на першій, але судячи з ідентичних артефактів, обидві версії були записані з одного джерела.

## Текст пісні
Like the wind, you came here runnin'
Take the consequence of livin'...
There's no place, there's no tomorrow.
There's no sense communication...
Check it in, check it out, but the sun will never shine...
Paranoid, anyway, in the subways of your mind...
Like the wind, you came here runnin',
Let a smile be your companion...
There's no place, for any sorrow,
For the young and restless dreamer...
Check it in, check it out, but the sun will never shine...
Paranoid, anyway, in the subways of your mind...
Check it in, check it out, but the sun will never shine...
Paranoid, anyway, in the subways of your mind...
Check it in, check out, it's the summer blues.
Tear it in, tear it out, it's the real excuse,
Check it in, check out, it's the summer blues,
Tear it in, tear it out, it's the real excuse.
Check it in, check out, it's the summer blues..
Tear it in, tear it out, it's the real excuse,
Check it in, check out, it's the summer blues,
Tear it in, tear it out, it's the real excuse.
Check it in!

## Приблизний переклад
Немов вітер, ти тут бігав(-ла), Візьми наслідок назавжди.
Нема місця, Майбутнього нема, Немає сенсу…?
Перевір це, перевір те, Та сонце вже не засвітить, воно занадто далеке, В глибині вашого розуму.
Немов вітер, Ти будешь страждати/десь, Дозвольте нам потонути у вашому горі.
Нема місця, Майбутнього нема, У молодому й бентежному мрійнику.
Перевір це, перевір те, Й сонце більше не засвітить, якщо тільки
У твоїх спогадах.
Перевір це, перевір те, Це літо з сонцем чи місяцем?
Вирви це, вирви це тебе читає.

## Особливості пісні
Звучання гітар та синтезатора Yamaha DX7, монотонний готичний вокал обумовлюють віднесення пісні до нової хвилі або синті-попу.
У грудні 2020 року за допомогою аналізу спектрограми було виявлено, що Like the Wind грали на NDR. Це пов'язано з тим, що в оригігальній записі є лінія 10 КГц, яка була знайдена на інших записах NDR, навіть на тих, що не належали Даріусу. Це доводить, що лінія 10 КГц була не з магнітофона, який використовувався для запису касет.